# Shuma Kido
Shuma Kido (japanisch 木戸 柊摩 Kido Shuma; * 2. Januar 2003 in Hokkaidō) ist ein japanischer Fußballspieler.

## Karriere
Shuma Kido erlernte das Fußballspielen in den Jugendmannschaften von Cascavel Sapporo und Hokkaido Consadole Sapporo sowie in der Universitätsmannschaft der Osaka University of Health and Sport Sciences. Seinen ersten Vertrag unterschrieb er am 1. Februar 2025 bei seinem Jugendverein Hokkaido Consadole Sapporo. Der Verein spielt in der zweiten Liga, der J2 League. Sein Zweitligadebüt gab Shuma Kido am 16. Februar 2025 (1. Spieltag) im Auswärtsspiel gegen Ōita Trinita. Bei der 2:0-Niederlage wurde er in der 62. Minute für Seiya Baba eingewechselt.